# Bahnhof Weil der Stadt
Der Bahnhof Weil der Stadt liegt am Streckenkilometer 25,6 der Württembergischen Schwarzwaldbahn. Er ist Ausgangs- und Endpunkt der Linien S 6 und S62 der S-Bahn Stuttgart.
Seit März 1988 wird der Streckenabschnitt bis Calw nicht mehr befahren, Weil der Stadt somit aus betrieblicher Sicht Endbahnhof. Die Reaktivierung ist jedoch zum Dezember 2025 unter dem Namen Hermann-Hesse-Bahn vorgesehen. Damit wird Weil der Stadt wieder Zwischenbahnhof für die dann bis Renningen durchfahrenden Züge der Hermann-Hesse-Bahn.

## Geschichte

### Planung und Bau
Im September 1862 prüften die Königlich Württembergischen Staats-Eisenbahnen den Bau einer Eisenbahnstrecke von Illingen über Vaihingen an der Enz und Weil der Stadt nach Calw. Sie verfolgte dieses Projekt jedoch nicht lange. Denn die württembergische Regierung verhandelte mit der Regierung Badens, den Ausgangspunkt der Nagoldtalbahn in Pforzheim erstellen zu dürfen. Die badische Regierung genehmigte im Februar 1865 den Bau.
Am 13. August 1865 beschloss der Landtag den Bau einer Bahnstrecke von Zuffenhausen über Leonberg nach Calw. Dies beinhaltete auch den Anschluss von Weil der Stadt an das Schienennetz. Die Staatsbahn legte den Bahnhof nördlich der Stadt an. Das Empfangsgebäude fiel sehr repräsentativ aus. Es ist bis heute erhalten geblieben, wird jedoch inzwischen anderweitig genutzt.

### 1869–1920
Die Eröffnung des zweiten Streckenteils von Ditzingen bis Weil der Stadt erfolgte am 1. Dezember 1869. Den aufwendigen Abschnitt durch den Schwarzwald nach Calw, nahm die Staatsbahn am 20. Juni 1872 in Betrieb. Die Schwarzwaldbahn verlor nach der Fertigstellung der Bahnstrecke Stuttgart–Horb im September 1879 an Bedeutung. Ein geplanter Abzweig von Weil der Stadt nach Pforzheim wurde nie gebaut.

### 1920–1945
Die Deutsche Reichsbahn dünnte die durchgehenden Verbindungen auf der Schwarzwaldbahn aus. 1939 waren es werktags nur noch neun Züge, die direkt zwischen Stuttgart Hbf und Calw verkehrten. Die meisten Züge aus Stuttgart endeten in Leonberg oder Renningen. Dennoch elektrifizierte die Reichsbahn die Schwarzwaldbahn am 18. Dezember 1939 bis Weil der Stadt und schloss die Kleinstadt damit an den Stuttgarter Vorortverkehr an. Durchgehende Züge von Stuttgart nach Calw und in Gegenrichtung wurden in Weil der Stadt umgespannt.

### Seit 1945
Aus dem elektrischen Vorortbetrieb entstand in den 1960er-Jahren das Projekt der S-Bahn Stuttgart. Weil der Stadt sollte der Endpunkt einer der Linien werden. Am 1. Oktober 1978 nahm die Deutsche Bundesbahn die S-Bahn-Linie S6 in Betrieb. Damit endete endgültig der durchgehende Verkehr von Stuttgart nach Calw. Zwischen Weil der Stadt und Calw verkehrten Uerdinger Schienenbusse, bis die Deutsche Bundesbahn am 29. Mai 1983 auf diesem Streckenabschnitt den Personenverkehr einstellte. Der Güterverkehr bis Althengstett endete nach einem Erdrutsch bei Ostelsheim im März 1988.

### Ausblick

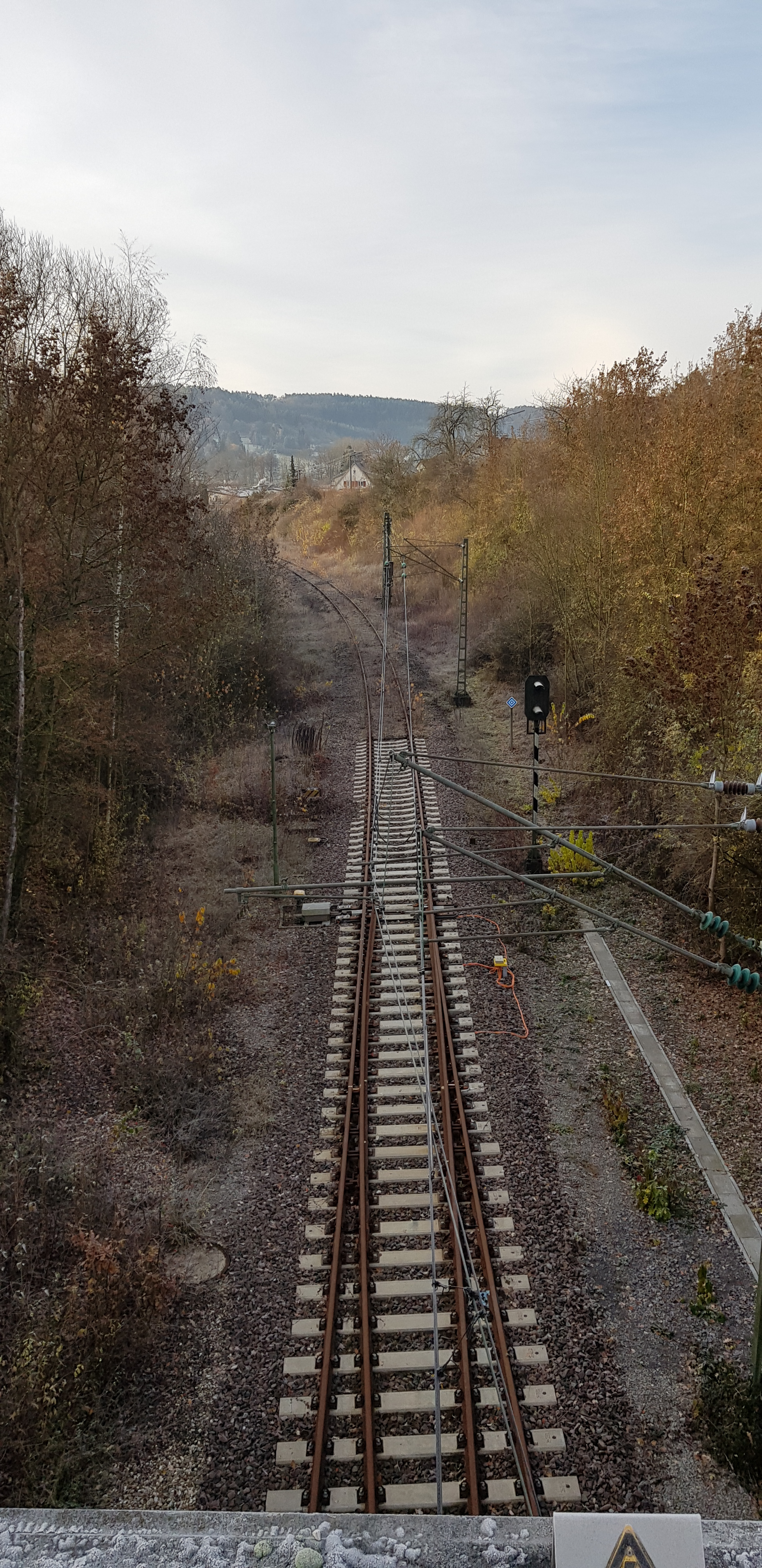
Beginn des als Hermann-Hesse-Bahn bezeichneten Abschnitts im Westkopf des Bahnhofs Weil der Stadt

Nach vielen Jahren Bemühungen des Landkreises Calw sowie eines Vereins soll die Strecke Weil der Stadt–Calw bis 2025 reaktiviert und als Hermann-Hesse-Bahn in Betrieb gehen. Im Zuge des Projekts wird der Hausbahnsteig seit 2022 auf einer Länge von 55 m und mit einer Höhe von 55 cm wieder aufgebaut.[veraltet]
Der Bahnhof ist Teil des Planbereichs 1 (Böblingen) des Digitalen Knotens Stuttgart, dessen Baubeginn 2027 und dessen Inbetriebnahme für 2030 geplant ist.

## Empfangsgebäude
Das Empfangsgebäude wirkt mit seinem äußerst breiten und dreigeschossigen Mittelbau mit flachem Walmdach fast untypisch, zur ansonsten eher schlanken Bauart der Königlich Württembergischen Staatsbahn. Links und rechts des Mittelbaus befinden sich je zwei einstöckige Anbauten. Die Fassade des Gebäudes ist aus roten Buntsandsteinen errichtet, die auch bei Bauwerken in Weil der Stadt und Umgebung anzufinden sind (z. B.: Stadtkirche, Rundbogenpfeiler am Rathaus). Die Umrahmungen der Fenster und Türen bestehen aus gelbem Sandstein und bilden einen Kontrast. Ebenfalls in gelben Sandstein eingehauen ist der Stationsname WEILDERSTADT an beiden Anbauten.

## Bahnbetrieb

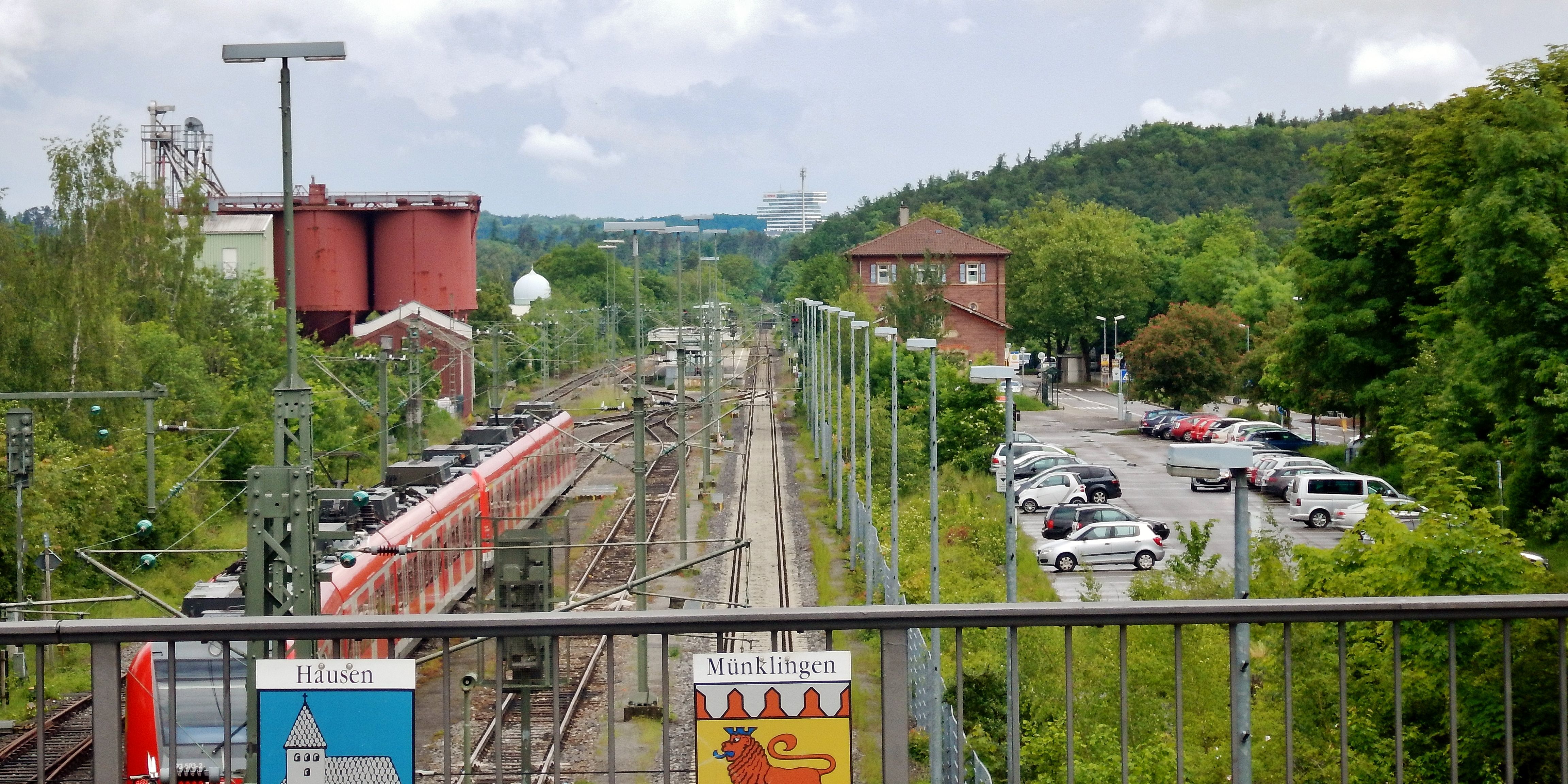
Bahnanlagen

Der Bahnhof wird von der S-Bahn Stuttgart bedient. Er besitzt zwei Bahnsteiggleise. Auf Gleis 1 starten und enden die Züge der S6, auf Gleis 2 die Züge der S62. 
Ab Mitte 2016 wurde zur Stabilisierung des S-Bahn-Fahrplans an mehreren Endstationen, so auch in Weil der Stadt, die Überschlagene Wende eingeführt: ankommende Bahnen fuhren ins Gleis 2, während auf Gleis 1 der Gegenzug bereits abfahrbereit stand. Zum September 2022 wurde die Überschlagene Wende wieder eingestellt, da Gleis 2 für die S62 genutzt wurde.
Im Bahnhof Weil der Stadt befindet sich auch ein Abstellbereich mit vier Gleisen für übernachtende S-Bahn-Züge. 
Die zulässige Geschwindigkeit liegt bei bis zu 120 km/h (für gerade Ein- und Ausfahrten im Gleis 1). Die Gleise 2 und 3 sind mit bis zu 60 km/h befahrbar. 

### S-Bahn
| Linie | Strecke |
| ----- | --- |
| S 6   | Weil der Stadt – Renningen – Leonberg – Zuffenhausen – Hauptbahnhof – Schwabstraße (Verstärkerzüge im Berufsverkehr zwischen Leonberg und Schwabstraße) |
| S 62  | Weil der Stadt – Leonberg – Ditzingen – Weilimdorf – Korntal – Zuffenhausen                                                                             |